# Центр онкологии — институт имени Марии Склодовской-Кюри в Варшаве

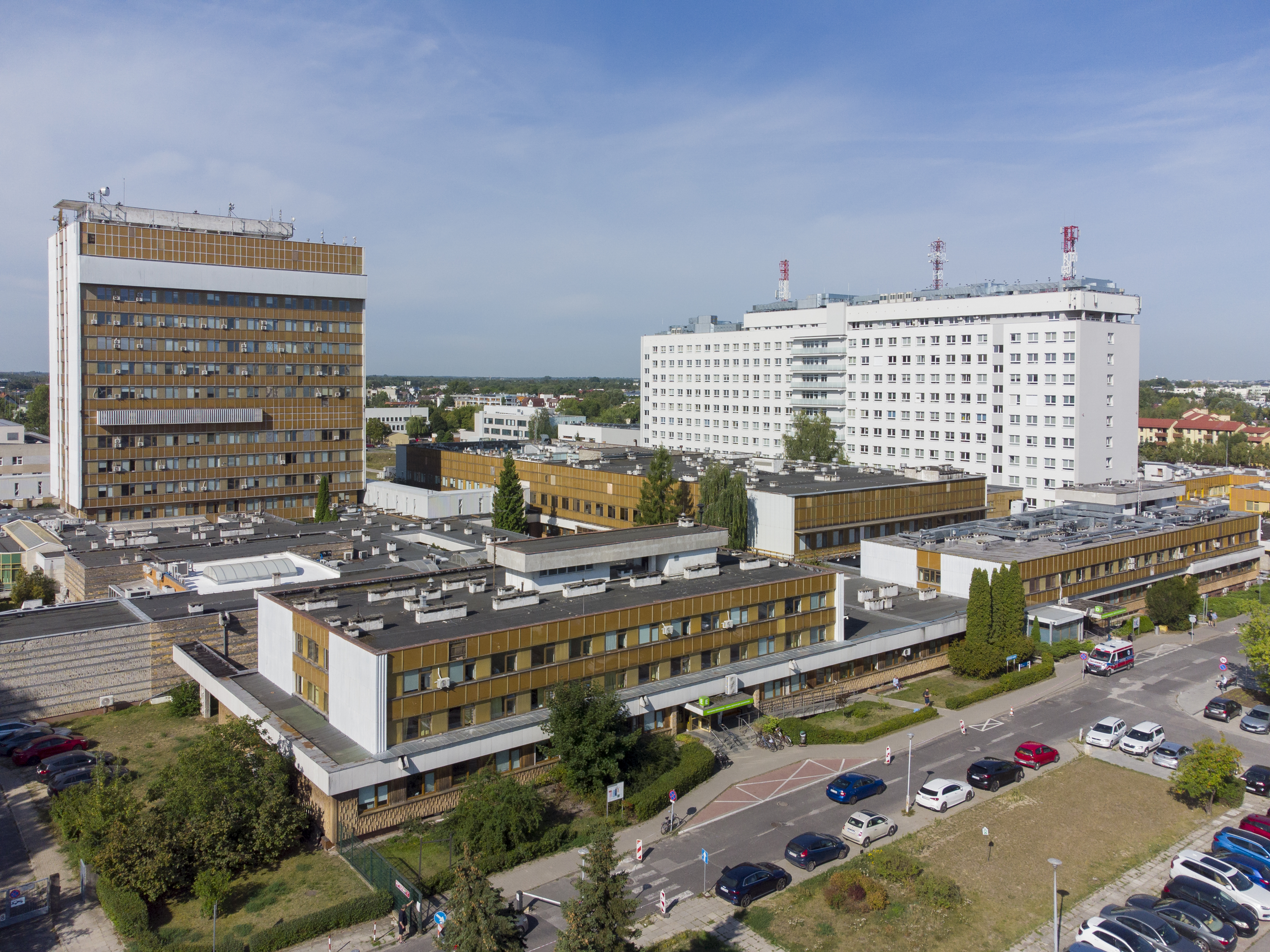
Здание института

Центр онколо́гии — институ́т и́мени Мари́и Склодо́вской-Кюри́ в Варша́ве (пол. Centrum Onkologii – Instytut im. Marii Skłodowskiej-Curie w Warszawie) — онкологический институт в Варшаве, основанный Марией Склодовской-Кюри совместно с польским правительством (в частности, с президентом Игнацием Мосцицким) 29 мая 1932 года как «Институт Радия» (пол. Instytut Radowy). Первым директором института была сестра Марии Склодовской-Кюри — Бронислава Длуска.
Текущее название получил после Второй мировой войны.
Сейчас это специализированный институт в ведомстве Министерства здравоохранения Польши. Существуют филиалы института в Гливице и Кракове. Главное здание института стоит на улице Рентгена.
На одной из стен института расположена надпись «MARII SKŁODOWSKIEJ CURIE, W HOŁDZIE» («в дань Марии Склодовской-Кюри»).